# Сердюк Євген Наумович
Євге́н Нау́мович Сердю́к  (нар. 1876 — пом. 1921) — український архітектор. Учень і послідовник Василя Кричевського, один з фундаторів українського архітектурного модерну.

## Життєпис

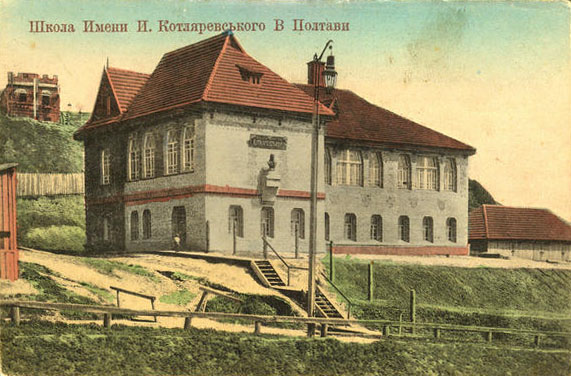
Школа імені Івана Котляревського у Полтаві (не збереглася)
Листівка 1910-х років

Народився у 1876 році. День та місце народження невідомі.
Закінчив Ризький політехнічний інститут.
Учень і послідовник Василя Кричевського.
Ранні твори невідомі. Вперше привернув до себе увагу, коли розробив проєкт будинку школи імена Івана Котляревського у Полтаві (1903—1905 роки, у співавторстві з Михайлом Стасюковим) — однієї з перших трьох споруд у стилі українського архітектурного модерну. Сердюк розробив композицію та рішення фасадів, планування розробив Стасюков. Перший поверх школи зробили цегляним, другий — каркасним, облицьований цеглою. Праворуч від школи планували зробити прибудову, в якій мали облаштувати музей Котляревського, але на це не знайшлося фінансування. Будівля школи не збереглася — згоріла під час Німецько-радянської війни.
У 1906 році розробив проєкт церкви в селі Новий Кокорів на Волині. Тоді ж взяв участь в роботі Полтавської губернської вченої архівної комісії — урядової установи, створеної для виявлення і впорядкування цінних архівних документів. Також виступив з доповідями — виступи потрапили в пресу Полтави та Києва.

### Харківський період
До 1907 року — працював у Полтаві. Із 1907 по 1917 рік — у Харкові. Викладав архітектурне креслення та проєктування у Харківському технологічному інституті, а з 1915 по 1916 рік — викладав також у Художньо-ремісничій навчальній майстерні декоративного живопису Харківського товариства грамотності. Також із 1907 по 1913 рік обіймав посаду архітектора в Харківському товаристві взаємного страхування від вогню. Член повітового Харківського окружного суду (1909). Колезький асесор.
Разом із викладацькою роботою — індивідуально та у співавторстві — розробляв проєкти житлових та громадських будівель та вів технічний нагляд за їх будівництвом. Із 1909 по 1911 рік — спорудив у Харкові перший комплекс будинків наукового призначення у формах українського архітектурного модерну — Харківську сільськогосподарську селекційну станцію (у співавторстві зі Здиславом Харманським; нині адреса будівель — проспект Героїв Харкова, 142): головний будинок селекційної лабораторії, господарчі споруди, житлові будинки. У 1910 році — спорудив школу в станиці Новомінській на Кубані. Із 1910 по 1912 рік — житловий чотириповерховий односекційний прибутковий будинок Висоцького у Харкові, на вулиці Катеринославській, 67 (тепер — вулиця Полтавський Шлях; зведений у співавторстві з Олександром Гамаженком; пам'ятка архітектури місцевого значення — охоронний № 288). У 1911 році — комерційне училище у слободі Барвінкова Ізюмського повіту Харківської губернії (тепер — місто Барвінкове Ізюмського району Харківської області). Із 1911 по 1913 рік — спорудив комплекс будівель Носівської селекційної станції на Чернігівщині поблизу Ніжина: науково-дослідну та господарчу частини, житлове селище, дослідницькі луки (будівля станції нині є пам'яткою архітектури місцевого значення, охоронний № 25).
У 1912 році — будинок Кредитово-кооперативного товариства у Мерефі (пам'ятка архітектури місцевого значення, охоронний № 726). У 1913 році — пошту на Петинській вулиці (тепер — вулиця Георгія Тарасенка) у Харкові — будівля не збереглася. Із 1913 по 1914 рік — великий будинок громадських зібрань (у співавторстві з С. В. Котляревським) у місті Слов'янськ Ізюмського повіту Харківської губернії (тепер — місто Краматорського району Донецької області). Будинок мав велику театральну залу на 550 місць, приймальні та ділові кабінети. Постраждав під час Німецько-радянської війни — після реконструкції 1948 року будинок добудували і надбудували, через що він повністю втратив свій первісний вигляд. У цей період у Слов'янську (сучасна адреса — вулиця Коха, 1) за проєктом Сердюка також звели двоповерховий особняк.
Із 1914 по 1915 рік, у співавторстві з Петром Крупком, розробив проєкт лікарні у слободі Деркачі (тепер — місто Дергачі Харківського району Харківської області). У цей же період — спроєктував і спорудив церкву у селі Вільшанка Курської губернії.

### Київ і Кам'янець-Подільський
Із 1917 року — активний учасник Української революції в Харкові, через що наприкінці 1917 року був змушений перебратися до Києва, а у 1919 році — до Кам'янець-Подільського. Протягом трьох років працював викладачем архітектури в місцевому інституті. Із вересня 1919 року — розробляв плани будівництва корпусів Кам'янець-Подільського державного українського університету у національному стилі.
Помер у 1921 році у Кам'янець-Подільському, де і був похований. День смерті невідомий.

## Творчість
Увесь час намагався творити по-своєму, і цим робив особистий внесок у формування українського архітектурного модерну. В теоретичних працях торкався проблем українського архітектурного модерну — наполягав на необхідності органічності рішень, виступав проти неузгодженості у планах та фасадах будівель (називав цю ваду «ахіллесовою п'ятою» новітнього українського стилю).
Активно публікував у часописах «Сніп», «Рада», «Діло» матеріали з питань розвитку національної архітектури. Свої архітектурні проєкти експонував на виставках у Харкові та Києві.
Саме Сердюк у своїх публікаціях одним з перших застосував визначення «модернізований український стиль», яке пізніше, завдяки працям Віктора Чепелика, закріпилося як «український архітектурний модерн». Сучасні дослідники характеризують цей напрямок, як явище романтизму, виражене через різні напрямки модерну і раціоналізму з метою утвердження української національної ідентичності в архітектурі.
Коли працював у Харкові — брав активну участь у громадському житті міста. У 1909 році був членом повітового Харківського окружного суду. Із 1912 по 1917 рік працював відповідальним секретарем Товариства техніків.
Творчий архів Сердюка знищений частково у Харкові у 1918 році, а інша, вивезена ним частина, втрачена після його смерті у 1921 році у Кам'янець-Подільському.
Віктор Чепелик зазначає, що архітектурна творчість Євгена Сердюка — це непересічне явище в українському мистецтві початку XX століття, і хоча його твори протягом десятиліть лишались невідомими навіть фахівцям і розкрили своє значення лишь за останню чверть століття, внесок архітектора в український архітектурний модерн вартий високої оцінки.

### Споруди
| № п/п | Охоронний № | Адреса                                                                      | Початкове використання                           | Співавтори                 | Дата будівництв | Сучасне використання | Зображення |
| ----- | ----------- | --------------------------------------------------------------------------- | ------------------------------------------------ | -------------------------- | --------------- | --- | ---------- |
| 1     | -           | Полтава, вул. Небесної Сотні, 45                                            | школа імені Івана Котляревського                 | Михайло Стасюков           | 1903-1905       | не збереглася |            |
| 2     | -           | Тернопільська область, Кременецький район, село Новий Кокорів               | церква                                           | -                          | 1906            | немає даних |            |
| 3     | 7252-Ха     | Харків, пр. Героїв Харкова, 142                                             | Селекційна станція                               | Здислав Харманський        | 1909-1911       | Інститут рослинництва імені В. Я. Юр'єва НААН України |            |
| 4     | 7312-Ха     | Харків, вул. Полтавський Шлях, 67                                           | прибутковий будинок Георгія Висоцького           | Олександр Гамаженко        | 1910-1912       | деякий час у будинку розміщувався проєктний інститут «Харківгіпродор»                                                                                              |            |
| 5     | -           | Росія, Краснодарський край, Канівський район, станиця Новомінська           | школа                                            | -                          | 1910            | немає даних |            |
| 6     | -           | Харківська область, Ізюмський район, місто Барвінкове                       | комерційне училище                               | -                          | 1911            | немає даних |            |
| 7     | 25-Чг       | Чернігівська область, Ніжинський район, село Дослідне                       | комплекс будівель Носівської селекційної станції | -                          | 1911-1913       | Носівська селекційно-дослідна станція |            |
| 8     | 7653-Ха     | Харківська область, Харківський район, місто Мерефа, вул. Савченка, 25      | Кредитово-кооперативне товариство                | -                          | 1912            | загальноосвітня школа № 1 |            |
| 9     | -           | Харків, вул. Петінська (тепер — вул. Георгія Тарасенка)                     | пошта                                            | -                          | 1913            | не збереглася |            |
| 10    | -           | Харків, пр. Героїв Харкова, 144/1                                           | Житловий будинок при селекційній станції         | Здислав Харманський        | 1913            | Житловий будинок |            |
| 11    | 573         | Донецька область, Краматорський район, Слов'янськ, вул. Університетська, 60 | Будинок громадських зібрань                      | технік С. В. Котляревський | 1913-1914       | станом на 2020 рік будівля належала ПАТ «Донецькоблгаз» (будинок дістався підприємству за борги від збанкрутілого в 1998 році Слов'янського керамічного комбінату) |            |
| 12    | -           | Донецька область, Краматорський район, Слов'янськ, вул. Коха, 1             | особняк                                          | -                          | -               | немає даних |            |
| 13    | -           | Харківська область, Харківський район, місто Дергачі, вул. 1 Травня, 4      | лікарня                                          | -                          | 1914-1915       | районна лікарня |            |
| 14    | -           | Росія, Курська область, село Вільшанка (рос. — Ольшанка)                    | церква                                           | -                          | 1914-1915       | немає даних |            |